# Знесенье (Львов)

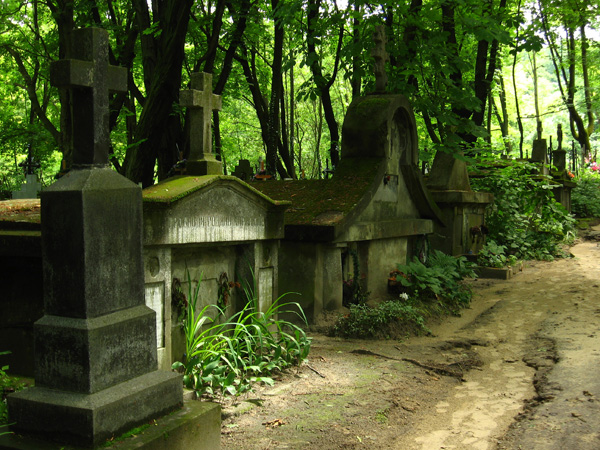
Знесенское кладбище

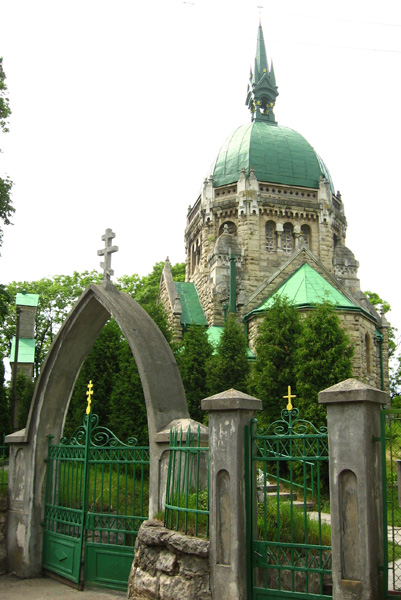
Церковь Вознесения Господнего (УГКЦ)

Бывший дворец Целецких во Львове, позже фабрика Бачевского на Знесенье

Знесенье (укр. Знесі́ння, означает «Вознесение», пол. Zniesienie) — местность во Львове (Украина), в Лычаковском районе, в прошлом — старинное пригородное село.
С запада к Знесенью прилегают к Подзамче и Замарстынов, с юга — ландшафтный парк «Знесенье», который занимает часть его территории, с востока — Кривчицы, с севера — долина реки Полтва. На территории Знесенья работает с советского времени Львовский ликёроводочный завод (ул. Кордубы, 2), находится Лычаковское отделение ГАИ (ул. Марунька, 1), в советское время также работал стеклозавод. Есть старинное Знесенское кладбище.
Произошедшая в 1675 году битва под Знесеньем, в которой польский король Ян III Собеский разгромил турок и крымских татар, на самом деле произошла восточнее села Знесенье, в районе современных Лисинич.
В 1925 году в Знесенье жили около 2300 поляков, 2000 евреев и 1700 русинов (русичей). В это время в селе было много фабрик, из которых самой известной был водочный завод Бачевского.

## Основные улицы
- Улица Старознесенская (с 1920-х; в советский период разные части улицы назывались Комсомольская, Линейная, Короткая в составе поселка Кривчицы, в 1956—1990 гг. — улица Миронюка).
- Улица Новознесенская (с 1933 года, в 1930—1933 — улица Яна III Собеского в составе поселка Знесенье).
- Улица Кордубы (с 1992 года в честь украинского историка и писателя Мирона Кордубы, в 1958—1992 улица Майора Бугрова в честь советского воина).

## Примечательные здания
- Заклинских, 18 — монастырь сестёр ордена Святого Священномученика Иосафата.
- Новознесенская, 23 — церковь Пресвятой Богородицы — Владычицы Украины (УГКЦ). Построена в 1925 года как римско-католический костёл, была частично разрушена во время Второй мировой войны).
- Старознесенская, № 23 — церковь Вознесения Господнего (УГКЦ), действовала как православная в советский период.
- Ратича, 37 — церковь Преображения Господнего. Перед Второй мировой войной на этом месте украинцы Знесенья построили униатскую часовню, которая была закрыта в 1960 году. В начале 1990-х годов её перестроили и в августе 1993-го освятили как храм Преображения Господнего (УАПЦ, сейчас ПЦУ).
- Богдана Хмельницкого, 116. Бывшая фабрика водок и ликеров Юзефа Бачевского на Жолковской рогатке, разместившаяся в старинном дворце Целецких; основана в 1782 г. Фрески и мрамор старинного дворца не сохранились. В 1908 г. архитектор Владислав Садловский осуществил перестройку фабрики Бачевских.